# Catalunyan Saddle
Der Catalunyan Saddle (englisch; bulgarisch Каталунска седловина Katalunska sedlowina) ist ein 1260 m hoher Bergsattel auf der Livingston-Insel im Archipel der Südlichen Shetlandinseln. Im Friesland Ridge der Tangra Mountains liegt er westlich des Lyaskovets Peak und östlich des Presian Ridge. Die St.-Kliment-Ohridski-Station befindet sich 11,5 km westlich und der Kuzman Knoll 3,4 km nördlich von ihm.
Bulgarische Wissenschaftler kartierten ihn zwischen 2004 und 2005. Die bulgarische Kommission für Antarktische Geographische Namen benannte ihn 2005 zu Ehren katalanischer Wissenschaftler und Bergführer von der spanischen Juan-Carlos-I.-Station, die 1991 diesen Pass erstmals auf dem Weg zum Mount Friesland begingen.